# 二手車
二手车是指使用過的汽車或被多個車主開過的车辆。人們可以在特许经营汽車經銷商、独立汽車經銷商、汽车租赁公司等地方買到二手車。一些汽车零售商還提供二手車保修服務。

## 二手车行业

### 二手车出口行业
發達国家的汽车价格較發展中國家來說下跌的更快。因此發達国家的二手车卖家經常以高於本國的價格賣給發展中國家。 日本、欧盟、美国和加拿大是全球主要二手車出口國。欧盟的二手车出口主要出口到东欧、高加索、中亚和非洲等地區。  美国的二手车主要出口到墨西哥、尼日利亚和贝宁等國家。 日本的二手车主要出口到東南亞。

### 美国二手车行业
美國的二手车年销售额超过3500 亿美元，几乎占美国汽车零售市场的一半。 2016年，美国的二手车交易量達到1760万辆，而全球當年的二手车交易量為3850万辆。 

### 中華人民共和國二手车行业
中華人民共和國的二手车市场从20世纪80年代開始发展。1997年和1998年，中华人民共和国国内贸易部先后出台二手車監管文件《关于加强旧机动车流通行业管理的意见》和《旧机动车交易管理办法》。截至2004年，中華人民共和國二手车交易市场共有427家，共交易二手车134.08万辆，交易量约占当年新车交易量的30%，交易额突破500亿元人民幣。30%的二手车市场位于省会城市，41.5%位于地级城市，28.5%位于县级城市；中華人民共和國国约有8000人从事二手车交易管理工作，4万人从事二手车经营活动。2005年8月29日，中华人民共和国商务部、中華人民共和國公安部、工商总局、税务总局聯合出台了《二手车流通管理办法》。2016年3月14日，国务院办公厅出台了《关于促进二手车便利交易的若干意见》，要求营造二手车自由流通的市场环境，各地政府不得制定实施限制二手车迁入政策。2022年7月，國務院宣佈全国范围取消国五二手车迁入限制。